# 基奧瓦 (堪薩斯州)
基奧瓦（英語：Kiowa）是一個位於美國堪薩斯州巴伯縣的城市。

## 地方資料
基奧瓦的面積為2.87平方千米，當中陸地面積為2.87平方千米，而水域面積為0.00平方千米。根據2020年美國人口普查的數據，當地共有人口902人，而人口密度為每平方千米314.29人。